# ジョシュ・ウィンコウスキー
- ジョシュ・ウィンコウスキ

ジョシュ・ウィンコウスキー（Joshua Winckowski, 1998年6月28日 - ）は、アメリカ合衆国オハイオ州トレド出身のプロ野球選手（投手）。右投右打。MLBのボストン・レッドソックス所属。

## 経歴

### ブルージェイズ傘下時代
2016年のMLBドラフトの15巡目（全体462位）で指名されてプロ入り。
2016年から2019年までブルージェイズの傘下マイナーチームでプレーし、最高でA+級のダニーデン・ブルージェイズまで到達した。

### メッツ傘下時代
2021年1月27日にスティーブン・マッツとのトレードでイェンシー・ディアスとショーン・リード=フォリーと共にニューヨーク・メッツへ移籍した。

### レッドソックス時代
2021年2月10日にニューヨーク・メッツとボストン・レッドソックス、カンザスシティ・ロイヤルズの3チーム間で三角トレードが行われ、ロイヤルズがレッドソックスからアンドリュー・ベニンテンディを、メッツがロイヤルズからカリル・リーを、レッドソックスがロイヤルズからフランチー・コルデロと2人の後日発表選手、メッツからウィンコウスキーと1人の後日発表選手を獲得した。シーズンでは、開幕をAA級のポートランド・シードッグスで開始し、シーズン後半にAAA級のウースター・レッドソックスに昇格した。2チームでの合計で9勝4敗、防御率3.94の成績を残した。シーズン終了後はアリゾナ・フォールリーグのスコッツデール・スコーピオンズでプレーした。11月19日にルール・ファイブ・ドラフトによる流出を防ぐため、40人枠に追加された。
シーズンは、開幕をAAA級のウースター・レッドソックスで迎えた。5月28日にメジャー契約を結んでアクティブ・ロースター入りし、その日のボルチモア・オリオールズ戦でメジャーデビューを果たした。3回を投げて6安打4失点という内容で、翌日にマイナーに降格となった。6月15日に再び昇格して、オークランド・アスレチックス戦で5回無失点と好投し、メジャー初勝利を挙げた。7月14日に新型コロナウイルスに感染し、故障者リストに入った。

## 詳細情報

### 年度別投手成績
| 年 度    | 球 団    | 登 板 | 先 発 | 完 投 | 完 封 | 無 四 球 | 勝 利 | 敗 戦 | セ 丨 ブ | ホ 丨 ル ド | 勝 率 | 打 者 | 投 球 回 | 被 安 打 | 被 本 塁 打 | 与 四 球 | 敬 遠 | 与 死 球 | 奪 三 振 | 暴 投 | ボ 丨 ク | 失 点 | 自 責 点 | 防 御 率 | W H I P |
| -------- | -------- | ----- | ----- | ----- | ----- | -------- | ----- | ----- | -------- | ----------- | ----- | ----- | -------- | -------- | ----------- | -------- | ----- | -------- | -------- | ----- | -------- | ----- | -------- | -------- | ------- |
| 2022     | BOS      | 15    | 14    | 0     | 0     | 0        | 5     | 7     | 0        | 0           | .417  | 316   | 70.1     | 85       | 10          | 27       | 1     | 2        | 44       | 0     | 0        | 47    | 46       | 5.89     | 1.59    |
| 2023     | BOS      | 60    | 1     | 0     | 0     | 0        | 4     | 4     | 3        | 19          | .500  | 367   | 84.1     | 89       | 9           | 31       | 2     | 3        | 82       | 2     | 0        | 34    | 27       | 2.88     | 1.42    |
| 2024     | BOS      | 40    | 6     | 0     | 0     | 0        | 4     | 2     | 2        | 4           | .667  | 336   | 76.0     | 81       | 10          | 26       | 3     | 4        | 60       | 1     | 0        | 44    | 35       | 4.14     | 1.41    |
| MLB：3年 | MLB：3年 | 115   | 21    | 0     | 0     | 0        | 13    | 13    | 5        | 23          | .500  | 1019  | 230.2    | 255      | 29          | 84       | 6     | 9        | 186      | 3     | 0        | 125   | 108      | 4.21     | 1.47    |

- 2024年度シーズン終了時

### 年度別守備成績
| 年 度 | 球 団 | 投手（P） | 投手（P） | 投手（P） | 投手（P） | 投手（P） | 投手（P） |
| 年 度 | 球 団 | 試 合     | 刺 殺     | 補 殺     | 失 策     | 併 殺     | 守 備 率  |
| ----- | ----- | --------- | --------- | --------- | --------- | --------- | --------- |
| 2022  | BOS   | 15        | 9         | 7         | 1         | 0         | .941      |
| 2023  | BOS   | 60        | 9         | 5         | 1         | 1         | .933      |
| 2024  | BOS   | 40        | 9         | 6         | 0         | 1         | 1.000     |
| MLB   | MLB   | 115       | 27        | 18        | 2         | 2         | .957      |

- 2024年度シーズン終了時

### 背番号
- 73（2022年）
- 25（2023年 - ）